# 伊朗民族陣線
伊朗民族陣線（波斯語：جبهه‌ی ملی ایران）是伊朗政治家穆罕默德·摩薩台與其他在1940年代的法國接受教育的伊朗世俗主義者、民族主義者一起成立的反對黨。這個政黨在1953年伊朗政變之前把持伊朗議會多年，此後作為反對派繼續運作。

## 摩薩台執政時期

伊朗民族陣線的創辦人穆罕默德·摩薩台

穆罕默德·摩薩台在1940年代成立伊朗民族陣線，這是一個包含各個政黨和組織的政治聯盟，當中最重要的是伊朗黨、勞動黨、國民黨、德黑蘭市集貿易協會及工藝工會。
自成立之初，伊朗民族陣線就反對西方支配及控制伊朗天然資源及利益的現狀，這種情況是源自卡扎爾王朝向殖民者頒發特許權。英伊石油公司的前身收購了威廉·諾克斯·達西擁有的特許權，到1940年代，伊朗的石油資產落入英伊石油公司的手裡。達西在1901年與波斯沙阿穆扎法爾丁·沙就特許權而進行協商，沙阿向他授予為期60年的石油勘探特許權，但並不涉及金錢交易。伊朗石油在當時是英國政府在海外的最大單一投資，掌有英伊石油公司的51%股權。禮薩汗在1933年取消了與達西的協議，以新的協議取而代之，但後來成為BP的英伊石油公司並沒有遵守該協議向伊朗政府支付稅款。伊朗民族主義在1940年代末期不斷滋長，在摩薩台的主導之下，伊朗議會試圖與英石油公司簽訂新協議，但英國政府不願意放棄他們的利益而拒絕有關的修訂。雖然英伊石油公司能夠牟取暴利，但「他們的伊朗工人待遇極差，生活環境惡劣」。
民族陣線以國有化伊朗石油資源為目的，並尋求與美國建立直接的關係來抵消英國對伊朗內政的干預。民族陣線在1951年4月成為執政聯盟，摩薩台當選為總理。摩薩台的外交部長侯賽因·法特米落實在3月獲得議會通過及參議院認可的「石油國有化條例」。沙阿不情不願地簽署的這條法例要求國有化英伊石油公司的資產，引起英國的報復，伊朗在阿巴丹危機期間幾乎損失所有的石油收益。
在英國的要求下，美國總統德懷特·艾森豪威爾授權中央情報局推翻摩薩台政府，是為1953年伊朗政變。在政變之前，民族陣線由四個主要政黨組成：1946年由伊朗自由主義者創立的伊朗黨，主要人物有卡里姆·桑賈比（Karim Sanjabi）、古拉姆·侯賽因·薩迪吉（Gholam Hossein Sadighi）、艾哈邁德·濟拉扎德（Ahmad Zirakzadeh）及阿拉-亞爾·薩利赫（Allah-Yar Saleh）；達瑞許·福魯哈爾（Dariush Forouhar）成立的民族黨；勞動黨（穆扎法爾·巴加伊及哈利勒·馬利基領導的左翼政黨，提倡社會主義）；及阿亞圖拉阿布-卡西姆·卡沙尼領導的伊斯蘭政黨穆斯林戰士協會。

## 重生的民族陣線
在英國的情報機關秘密情報局的支持下，中情局策動1953年伊朗政變，受此影響，民族陣線被定性為非法組織，其最高領導人遭到逮捕，接受軍事法庭的審訊。雖然身為總理的法茲盧拉·扎赫迪（他被中情局收買協助推翻摩薩台，並幫助沙阿鞏固權力）在名義上掌權，但這次軍事政變奠定了穆罕默德-禮薩·巴勒維成為伊朗最高領導人的地位。在受到全面打壓之下，多位原來是民族陣線的黨員（主要是低級的領導人）成立了一個叫伊朗民族抵抗運動的地下組織。未來的伊朗總理邁赫迪·巴扎爾甘及沙普爾·巴赫蒂亞爾也是這個組織的成員，他們的目的是通過競逐自由公平的選舉來重建民主。他們的活動大抵都只是局限於派發宣傳單張及試圖參選1954年的議會選舉（但選舉存在舞弊，令支持沙阿的議員得益）。不過，伊朗民族抵抗運動在當局的施壓下很快就瓦解。民族陣線在1960年得以重新成立，當中有不少知名的人物，如卡里姆·桑賈比、邁赫迪·巴扎爾甘、阿拉-亞爾·薩利赫、沙普爾·巴赫蒂亞爾、阿迪布·博魯曼德、阿斯加爾·帕爾薩、達瑞許·福魯哈爾、古拉姆·侯賽因·薩迪吉、穆罕默德·阿里·松吉等，他們的目的是扶助摩薩台重新上台，重建君主立憲制。最初，民族陣線看似愈加壯大，但各位領導對於民族陣線的組織、對抗沙阿政權的手段、追求的政體等問題存在分歧。這些紛爭導致民族陣線的高層與激進的學生陷入緊張的關係。巴扎爾甘、馬哈茂德·塔萊加尼（知名的伊斯蘭教士）等人成立了伊朗自由運動，他們的理想是建立一個民主的伊朗，而伊斯蘭教則會在國家和社會上扮演重要的角色（與民族陣線的世俗主義有所不同）。
阿里·阿米尼在1961年出任總理，有不少人都相信沙阿是礙於美國甘迺迪政府的施壓下才選擇阿米尼，這也是民族陣線堅持不與阿米尼政府合作的理由之一，令政治局勢越趨惡劣。1962年，由於阿米尼計劃裁減軍事開支，與沙阿有所爭執，阿米尼辭任總理。在翌年的1963年6月，德黑蘭、庫姆、馬什哈德、設拉子及瓦拉明發生大規模的宗教叛亂，被伊朗軍隊武力鎮壓。叛亂的原因是魯霍拉·穆薩維·何梅尼被捕，他是沙阿的強烈反對者，並反對沙阿的土地改革及賦予投票權給婦女的計劃。民族陣線大約在這個時候得以重新成立，包括在內的組織有伊朗自由運動、民族黨、社會主義協會（哈利勒·馬利基領導的組織，曾經因為參加伊朗人民黨而不被民族陣線接納）及激進的學生。
先後兩次再度成立的民族陣線在對抗沙阿政權的手法上有不同之處。前者相信能夠與沙阿及政府高官協商，和平地帶來民主。與這種溫和的方式不同，後者採取公民抗命及示威的手段，迫使政府要向反對派妥協，否則就面臨倒台的危機。不過到1964年，穆罕默德-禮薩·巴勒維已經大權在握，為了迅速鞏固地位，他增加了薩瓦克（國家情報機關）的權力。薩瓦克可以拷問和殺害反對派，甚至是批評政權的普通市民。在重壓之下，民族陣線在1970年代可以說是已經名存實亡（但其在美國和歐洲的海外支部仍繼續運作）。

## 伊斯蘭革命
在卡里姆·桑賈比（摩薩台政府的教育部長、民族陣線的領袖）、沙普爾·巴赫蒂亞爾（摩薩台政府的勞工部副部長、伊朗黨黨魁）及達瑞許·福魯哈爾（民族黨黨魁）的努力下，民族陣線在1977年末死灰復燃。三人聯署的一封公開信委婉地向沙阿提出批評，並呼籲他重新建立君主立憲制、釋放政治犯、尊重言論自由及舉行公平自由的選舉。
1978年1月，一份親政府的報章發表一篇文章攻擊何梅尼，指他是英國的間諜和反動份子，聖城庫姆發生暴力衝突。雖然政府以強硬手段鎮壓示威者，並且有薩瓦克的震懾作用，但動亂未有平息的跡象，並蔓延至大不里士等城市。大不里士被暴徒搶掠及佔領。到1978年末，幾乎全國（不僅是反對派）都對沙阿表達憤懣，暴動、示威和與軍隊和警方的街頭衝突越發激烈和血腥。至此，何梅尼已毫無爭議地成為這次暴動的精神領袖。代表民族陣線的桑賈比來到巴黎與何梅尼會晤，並「簡短地宣稱伊斯蘭教和民主是他們的基本信條」，就民族陣線制定兩個目標：廢除君主制及建立民主的伊斯蘭政府。
這與民族陣線一直以來就持有的改革君主政體的目標有所偏離，在內部造成一些衝突（雖然大部分人都支持新的理念）。三位領袖之一的沙普爾·巴赫蒂亞爾卻接受沙阿的邀請出任伊朗總理，條件是沙阿保證自己不行管治之權，令民族陣線的內部摩擦變成公開決裂。巴赫蒂亞爾與沙阿合作的決定導致民族陣線把他視為叛徒，把他逐出民族陣線。
沙阿在1月16日離開伊朗，政府在2月11日倒台，何梅尼成為伊朗的政治領袖，民眾欣然慶祝。民族陣線起初支持臨時革命政府及建立伊斯蘭共和國。即使霍梅尼早前與桑賈比作出聯合聲明，但他「明確拒絕把民主這個詞語載於國名及憲法之上」。民族陣線很快就知道何梅尼追求的伊斯蘭社會是建基於伊斯蘭教法學家的監護（法基赫的監護）及傳統伊斯蘭教法的神權統治，而不是民主。

### 1981年的打壓
1981年6月，議會通過了報復法（基沙斯，即是「血債血償，以眼還眼」），何梅尼神權政府與民族陣線的對抗隨即白熱化。民族陣線呼籲德黑蘭人參加6月15日的示威。
民族陣線的呼籲對象集中在中產階級、商人及左翼份子，派發了四百萬張宣傳單張。他們首次直接炮轟何梅尼是高壓和恐怖統治的罪魁禍首。不過，在既定集會時間的兩小時之前，何梅尼在電台上向全國講話，把這次集會稱為是「意圖動亂」。他又指如果伊朗自由運動要避免受到牽連就要馬上脫離民族陣線。他對總統阿布-哈桑·巴尼薩德爾的批判同樣嚴厲。
何梅尼稱「民族陣線從今天開始受到譴責」，又指報復法的所有反對者是叛教者。他威脅民族陣線的領袖，稱如果他們不悔改就會被處死。
與此同時，伊斯蘭革命衛隊及伊斯蘭共和黨動員的德黑蘭人湧入集會的指定地點菲爾多西廣場，出席集會的示威者及民族陣線的大批支持者被嚇得噤若寒蟬，原定的示威、演講及游行都不見蹤影。
自由運動的領導人及巴尼薩德爾不得不就支持民族陣線而在電視及電台上公開道歉。
到1982年，主張世俗主義的民族陣線在伊朗國內遭到廢止，包括桑賈比在內的一些政黨領袖流亡海外。

## 歷任黨魁
- 穆罕默德·摩薩台（1949年－1967年）
- 卡里姆·桑賈比（1967年－1988年）
- 艾哈邁德·邁達尼（1988年－1994年）
- 阿迪布·博魯曼德（1994年－）

## 註腳
1. ↑  Abrahamian 1982，第252頁
2. ↑  Abrahamian 2008，第115頁
3. ↑  Gasiorowski 1987，第261-286頁
4. ↑  Elwell-Sutton 1955，第15頁
5. ↑  Mansbach & Taylor 2007，第537頁
6. ↑  Rahnema 2014，第11頁
7. ↑  Majd 2001，第259頁
8. ↑  Mousavian & Shahidsaless 2014，第23頁
9. ↑  Gasiorowski 1991，第59頁
10. ↑  Gettleman & Schaar 2003，第240頁
11. 1 2  Zabir 2012，第72頁
12. ↑  Patrikarakos 2012，第14頁
13. ↑  Chenoweth & Stephan 2013，第94頁
14. ↑  Fisher et al. 1991，第750頁
15. ↑  Afkhami 2008，第214頁
16. ↑  Matin 2013，第109頁
17. ↑  Ansari 2014，第198頁
18. ↑  Parsa 1989，第216-217頁
19. ↑  Khiabany 2009，第45頁
20. ↑  Taghavi 2004，第20頁
21. ↑  Thiessen 2008，第44頁
22. ↑  Milani 2008，第107頁
23. 1 2  Keddie 2006，第233頁
24. ↑  Degenhardt 1988，第167頁
25. ↑  Keddie 2006，第234頁
26. ↑  Ismael & Ismael 2012，第137頁
27. ↑  Campbell 2009，第320頁
28. ↑  Axworthy 2013，第210頁
29. ↑  Brumberg 2001，第116頁
30. 1 2  Schirazi 1998，第127頁
31. ↑  Bakhash 199，第158-159頁